# Matthias Ägidius Fuchs
Matthias Ägidius Fuchs war kurbayerischer Kriegskommissär unter Maximilian II. Emanuel.

## Leben
Matthias Ägidius Fuchs stammte laut Christian Probst wahrscheinlich aus der Oberpfalz (eventuell aus Cham). Er war zur Zeit des bayerischen Volksaufstandes etwa 45 Jahre alt und hatte ein bewegtes Leben beim bayerischen Heer hinter sich. Fuchs hatte als Angehöriger des militärischen Verwaltungs- und Versorgungsapparates (Feldkriegskonzipist) die Türkenkriege, die Feldzüge im Piemont von 1691 bis 1696 und in Süddeutschland von 1702 und 1703 mitgemacht und wurde 1704 zum Kriegskommissär beim Oberkriegskommissariat in München ernannt.
Fuchs blieb nach der Besetzung Bayerns durch die Truppen Kaiser Leopolds I. im Amt und begleitete im März 1705 ein kaiserliches Infanterieregiment auf seinem Durchmarsch nach Italien.
Nach der Besetzung des Rentamts München leistete er den Treueid auf Kaiser Leopold I. Im August 1705 begleitete er Reichstruppen auf ihrem Marsch durch Bayern nach Italien. Im Herbst 1705 entschloss er sich, die kaiserliche Dienste zu verlassen und sich zum Kurfürsten Max Emanuel in die Niederlande zu begeben, wie es damals viele ehemalige bayerische Militärpersonen taten. Mit Fuchs ging der ehemalige bayerische Hauptmann Matthias Mayer.

## Treffen mit Florian von Miller
Der Pfarrer Florian von Miller hatte im Dezember 1705 in der Oberpfalz und im Bayerischen Wald die Führung eines Aufstandes übernommen und am 31. Dezember 1705 die Stadt Cham erobert. Matthias Ägidius Fuchs traf einige Tage vor dem 4. Dezember 1705 bei ihm ein und besprach offenbar mit ihm den Aufstandsplan. Am 4. Dezember reiste nach Angaben von Christian Probst Pfarrer von Miller nach Vilshofen und knüpfte von hier Verbindungen zum Braunauer Parlament in Braunau am Inn.
Fuchs dürfte am 4. Dezember 1705 in Braunau am Inn angekommen sein. Er traf dort mit den Führern der Landesdefension zusammen.